# フェルナンド・レオン・デ・アラノア
フェルナンド・レオン・デ・アラノア（スペイン語: Fernando León de Aranoa、1968年5月26日 - ）は、スペイン・マドリード出身の脚本家・映画監督。ゴヤ賞では1999年の『Barrio』で監督賞と脚本賞を受賞し、2002年の『月曜日にひなたぼっこ』で作品賞と監督賞を受賞し、2021年の『El Buen Patron』で作品賞と監督賞と脚本賞を受賞した。

## 経歴
1968年5月26日にマドリードに生まれ、マドリードのサン・アグスティン学校で学んだ後、マドリード・コンプルテンセ大学で映像学の学位を取得した。広告代理店でイラストレーターをしていたが、脚本家に専念するために退職した。その後はテレビ番組の脚本家となり、アントニア・デ・レアル監督の作品で初めて映画作品の脚本家となった。
1994年には短編映画『Sirenas』を監督した。1996年の『カット!』が長編映画として初の監督作品であり、ゴヤ賞の新人監督賞を受賞したほか、バリャドリッド国際映画祭でも監督賞を受賞した。1998年には『Barrio』を監督し、ゴヤ賞で監督賞と脚本賞を受賞したほか、サン・セバスティアン国際映画祭でも監督賞を受賞した。
2002年にはハビエル・バルデムを主演に据えた『月曜日にひなたぼっこ』を監督した。ゴヤ賞では作品賞と監督賞を含む5部門で受賞し、サン・セバスティアン国際映画祭でも作品賞を受賞した。スペイン映画芸術科学アカデミーによってアカデミー外国語映画賞のスペイン代表作品に選ばれたが、ノミネートは逃している。自身の制作会社であるレポサードを設立したことで、4本目の長編作品である『Princesas』では監督と脚本の他にプロデューサーも務めた。この作品の観客動員は100万人を超え、ゴヤ賞では作品賞と脚本賞にノミネートされたほか、サンダンス映画祭でも作品賞にノミネートされた。
2015年にはベニチオ・デル・トロを主演に据え、初の英語作品である『ロープ 戦場の生命線』を監督した。ゴヤ賞では脚色賞を受賞したほかに監督賞にノミネートされ、カンヌ国際映画祭では監督週間に正式出品された。2022年には『El buen patrón』を監督し、ゴヤ賞では作品賞・監督賞・脚本賞を総なめにした。

## フィルモグラフィー
- 1996 『カット!（英語版）』
- 1998 『Primarias』（ドキュメンタリー作品）
- 1998 『Barrio』
- 2001 『Caminantes』（ドキュメンタリー作品）
- 2002 『月曜日にひなたぼっこ（英語版）』
- 2005 『Princesas』
- 2007 『Invisibles』（ドキュメンタリー作品）
- 2010 『Amador』
- 2015 『ロープ 戦場の生命線』
- 2016 『Política, manual de instrucciones』（ドキュメンタリー作品）
- 2017 『ラビング・パブロ（英語版）』
- 2021 『El Buen Patron』

## 受賞とノミネート
ゴヤ賞
| 年   | 作品                 | 部門                   | 結果       |
| ---- | -------------------- | ---------------------- | ---------- |
| 1997 | カット!              | 新人監督賞             | 受賞       |
| 1997 | カット!              | 脚本賞                 | ノミネート |
| 1999 | Barrio               | 脚本賞                 | 受賞       |
| 1999 | Barrio               | 監督賞                 | 受賞       |
| 2003 | 月曜日にひなたぼっこ | 作品賞                 | 受賞       |
| 2003 | 月曜日にひなたぼっこ | 監督賞                 | 受賞       |
| 2003 | 月曜日にひなたぼっこ | 脚本賞                 | ノミネート |
| 2005 | Princesas            | 作品賞                 | ノミネート |
| 2005 | Princesas            | 脚本賞                 | ノミネート |
| 2007 | Invisibles           | ドキュメンタリー作品賞 | 受賞       |
| 2015 | ロープ 戦場の生命線  | 監督賞                 | ノミネート |
| 2015 | ロープ 戦場の生命線  | 脚色賞                 | 受賞       |
| 2022 | El buen patrón       | 作品賞                 | 受賞       |
| 2022 | El buen patrón       | 監督賞                 | 受賞       |
| 2022 | El buen patrón       | 脚本賞                 | 受賞       |

サン・セバスティアン国際映画祭
| 年   | 作品                 | 部門                 | 結果 |
| ---- | -------------------- | -------------------- | ---- |
| 1998 | Barrio               | 監督賞               | 受賞 |
| 1998 | Barrio               | 映画批評家協会賞     | 受賞 |
| 2002 | 月曜日にひなたぼっこ | 作品賞               | 受賞 |
| 2002 | 月曜日にひなたぼっこ | 国際映画批評家連盟賞 | 受賞 |
| 2002 | 月曜日にひなたぼっこ | SIGNIS賞             | 受賞 |

バリャドリッド国際映画祭
| 年   | 作品    | 部門   | 結果 |
| ---- | ------- | ------ | ---- |
| 1997 | カット! | 監督賞 | 受賞 |

オンダス賞
| 年   | 作品                 | 部門   | 結果 |
| ---- | -------------------- | ------ | ---- |
| 2002 | 月曜日にひなたぼっこ | 作品賞 | 受賞 |

スペイン映画批評家協会賞
| 年   | 作品                 | 部門       | 結果       |
| ---- | -------------------- | ---------- | ---------- |
| 1997 | カット!              | 新人監督賞 | 受賞       |
| 1998 | Barrio               | 監督賞     | 受賞       |
| 2002 | 月曜日にひなたぼっこ | 監督賞     | 受賞       |
| 2002 | 月曜日にひなたぼっこ | 脚本賞     | 受賞       |
| 2005 | Princesas            | 監督賞     | ノミネート |
| 2005 | Princesas            | 脚本賞     | ノミネート |
| 2021 | El buen patrón       | 監督賞     | ノミネート |
| 2021 | El buen patrón       | 脚本賞     | ノミネート |

Myfest
| 年   | 作品    | 部門   | 結果 |
| ---- | ------- | ------ | ---- |
| 1997 | Familia | 作品賞 | 受賞 |

サンダンス映画祭
| 年   | 作品      | 部門   | 結果       |
| ---- | --------- | ------ | ---------- |
| 2005 | Princesas | 作品賞 | ノミネート |

マイアミ・ヒスパニック映画祭
| 年   | 作品    | 部門   | 結果       |
| ---- | ------- | ------ | ---------- |
| 1997 | Familia | 作品賞 | ノミネート |